# Insomnia (Jelena Karleuša)
Insomnia è un singolo della cantante serba Jelena Karleuša, pubblicato il 30 dicembre 2010 come primo estratto dall'album in studio Diva. Questa canzone è la cover di quella in lingua hindi Dance Pe Chance. Estiste anche una cover realizzata in lingua serba.